# گنزابورو اینواوئه

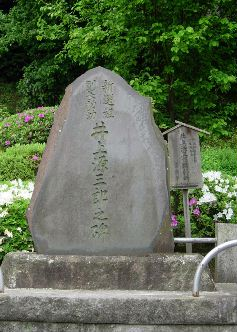
اینو اوئه

اینواوئه گنزابورو(به ژاپنی: 井上源三郎 Inoue Genzaburō)؛ ۴ آوریل ۱۸۲۹ – ۲۰ ژانویهٔ ۱۸۶۸) سامورایی اهل ژاپن و فرمانده واحد ششم از شینسنگومی یا پلیس ویژه در شوگون‌سالاری توکوگاوا بود. وی در اولین نبرد از جنگ بوشین کشته شد.